# Jacqui Cooper
Jacqueline Cooper (conocida como Jacqui Cooper; Melbourne, 6 de enero de 1973) es una deportista australiana que compitió en esquí acrobático, especialista en la prueba de salto aéreo.
Ganó tres medalla en el Campeonato Mundial de Esquí Acrobático entre los años 1999 y 2009.
Participó en cuatro Juegos Olímpicos de Invierno, entre los años 1994 y 2010, ocupando el quinto lugar en Vancouver 2010 y el octavo en Turín 2006.

## Medallero internacional
| Campeonato Mundial | Campeonato Mundial            | Campeonato Mundial | Campeonato Mundial |
| Año                | Lugar                         | Medalla            | Competición        |
| ------------------ | ----------------------------- | ------------------ | ------------------ |
| 1999               | Meiringen (Suiza)             | Medalla de oro     | Salto aéreo        |
| 2007               | Madonna di Campiglio (Italia) | Medalla de bronce  | Salto aéreo        |
| 2009               | Inawashiro (Japón)            | Medalla de bronce  | Salto aéreo        |